# Giovanni Caracciolo
Giovanni (Gianni) Caraccioli, född omkring 1372, död 1432, var en italiensk hovman.
Caracciolo var grundläggaren av släkten Caracciolos inflytande och rikedom. Han var sedan 1415 gunstling hos drottning Johanna II, som överhopade honom med titlar och höga värdigheter. Hans äregirighet och högmod beredde honom en våldsam död. 